# Culture générale
La culture générale, appelée également culture « G », désigne les connaissances en tout genre d'un individu, sans spécialisation. S'opposant à la connaissance disciplinaire, elle fait partie du projet humaniste, qui trouve ses origines dans la paideia grecque. Traduite par Cicéron sous le terme d'« humanitas », elle se mêle, lors de la Renaissance artistique, aux arts libéraux. Le projet d’une culture générale est intrinsèquement lié à des réflexions à propos de l'humanité, qu'elle soit conçue comme nature humaine ou comme dépassement de la nature par la culture (ou « seconde nature »). Durant la Renaissance, elle forme l'idéal de l'« honnête homme ».

## Concept

### Dialogue entre les connaissances
La culture générale n'est pas une discipline académique, comme peuvent l'être l'histoire-géographie ou la physique. La culture générale regroupe plusieurs disciplines à partir d'un esprit commun, qui est celui du dialogue entre les connaissances. Elle représente l'indispensable moteur permettant une réflexion autonome.
En tant que dialogue, elle ne peut être une simple compilation de connaissances. Elle ne vise pas une érudition ou un savoir universel. La culture générale n'est pas non plus une connaissance mondaine, qui serait innée pour les uns ou étrangère aux autres.

### Apprentissage à l'apprentissage
La culture générale est une propédeutique à une connaissance plus spécialisée. Le Prix Nobel de Médecine de 1965 François Jacob écrit ainsi que l'utilité de l'école est de nourrir les esprits de culture générale pour leur permettre de penser. Il déclare que « Ce qui importe, à l'école, c'est moins d'acquérir en vrac le plus de connaissances possible que d'apprendre à apprendre. La gymnastique intellectuelle qu'implique la vie moderne exige de se familiariser aussi bien avec la littérature et l'histoire qu'avec les mathématiques et la biologie ».
Le monde étant fait d'une complexe interconnectivité et s'étant spécialisé, la culture générale permet de penser le global de manière complexe. Devant l'impossibilité de se spécialiser en tout, la culture générale permet de disposer des outils pour saisir les tenants et les aboutissants de problèmes spécialisés.

### Terreau citoyen et idéal républicain
La culture générale fait partie de la culture républicaine française. Elle est entretenue par son système éducatif, de l'école primaire aux Grandes écoles, et est l'objet de curiosité de la part des pays de culture anglo-saxonne.
La philosophie est enseignée dans l'enseignement secondaire en France depuis 1808, d'abord en latin puis en français après les réformes de Victor Cousin pendant la monarchie de Juillet, en 1840. Cousin donne explicitement à l'enseignement de la philosophie un objectif de formation de l'honnête homme. Ainsi, il affirme, dans un discours prononcé à la Chambre des pairs le 3 mai 1844 :

« Nous voulons que la philosophie de nos écoles soit profondément morale et religieuse, qu'elle fasse pénétrer dans les esprits et dans les âmes les convictions qui font l'honnête homme et le bon citoyen, les croyances générales qui servent d'appui à tous les enseignements religieux des divers cultes. La philosophie sert tous les cultes sans se mettre au service d'aucun d'eux en particulier. N'est-ce pas là une noble mission et ne serait-ce pas un danger et un malheur public que d'altérer le caractère d'un pareil enseignement ? Que deviendrait alors l'unité nationale ? »

Face aux critiques du président Nicolas Sarkozy envers la présence d'une épreuve de culture générale aux concours de la fonction publique française, le mathématicien Wendelin Werner, lauréat de la médaille Fields, pouvait écrire, dans une lettre ouverte au président du 19 février 2009, publiée dans Le Monde :

« Lorsque l'on me demande à quoi peut servir une éducation mathématique au lycée pour quelqu'un dont le métier ne nécessitera en fait aucune connaissance scientifique, l'une de mes réponses est que la science permet de former un bon citoyen : sa pratique apprend à discerner un raisonnement juste, motivé et construit d'un semblant de raisonnement fallacieux et erroné. »

## Histoire

### Une origine antique
La question de la culture générale émaille plusieurs textes issus de l'Antiquité. Les sophistes grecs, professeurs itinérants, délivraient un savoir général et étaient connus pour avoir des connaissances en toute chose. Cette approche du savoir est critiquée par Platon, notamment à la fin de l’Euthydème, qui promeut la spécialisation. Le philosophe reconnaît néanmoins que l'apprentissage de culture générale est ainsi un moment nécessaire du projet philosophique en ce qu'elle permet d'acquérir des connaissances sans lesquelles la raison tournerait à vide.

La notion parvient aux romains par l'étude des textes grecs. Le philosophe Cicéron définit l’humanitas comme « le traitement à appliquer aux enfants pour qu’ils deviennent hommes » dans De oratore. La culture générale est donc un outil nécessaire de l'éducation. Dans les Tusculanes, le philosophe forge l'expression de « culture de l'âme » (cultura animi) : 
« La culture de l’âme, c’est la philosophie : elle qui extirpe radicalement les vices, met les âmes en état de recevoir les semences, leur confie et, pour ainsi dire, sème ce qui, une fois développé, jettera la plus abondante des récoltes  »
— Cicéron, Les Tusculanes, II, 13
Cicéron distingue toutefois la culture générale de l'éducation : la seconde doit être prodiguée à l'enfant, tandis que la première doit accompagner l'homme tout au long de sa vie (De oratore).

### Un ancrage dans la modernité
L’idéal de culture s’est transmis jusqu’à aujourd’hui, s’incarnant dans des modèles scolaires distincts. Cet idéal était discuté et abondé par différents penseurs au cours des siècles.
René Descartes fait de la culture générale un pivot de sa pensée. Selon la première règle pour la direction de l'esprit, « Le but des études doit être de diriger l’esprit de manière à ce qu’il porte des jugements solides et vrais sur tout ce qui se présente à lui ». La culture générale ne se définit donc pas par son objet, mais par sa visée : celle d'un support pour bien juger des choses.
Emmanuel Kant poursuit dans son sens. Il oppose la nature (règne des causes déterminées par des lois empiriques) à la culture, cette dernière étant le règne de la liberté. La culture est par conséquent la marque de l’aptitude des hommes à se donner librement des fins qui lui plaisent, en général. La culture générale ne peut donc pas être réduite à contenu déterminé, puisqu'elle vise précisément à donner à l'homme la possibilité de choisir les fins qui déterminent son existence.
Si les humanistes se sont concentrés sur la vertu de l'homme humaniste, le philosophe allemand George Friedrich Hegel critique le projet d'une culture qui ne viserait que l’épanouissement de l'individu subjectif. Le projet de la culture générale doit tenir compte de la valeur objective de la culture, c'est-à-dire de la valeur collective qui dépasse la simple satisfaction subjective. En d’autres termes, la culture en tant que processus individuel de formation ne doit pas viser aux simples fins subjectives de l’individu, mais à celles de la collectivité. Il soutient que l'apprentissage de la philosophie et de l'autonomie de la pensée est d'autant plus aisée pour l'individu cultivé que « les matériaux de son édifice sont déjà préparés dans la culture générale ».

## Débats

### Utilité de la culture générale
La culture générale souffre aujourd’hui d’une crise qu’on a pu appeler « crise de l’école », en ce que les idéaux classiques et humanistes d’une culture générale ont été attaqués de part et d’autre.
La modernité a amené avec elle une certaine conception de l’économie et de la technique, ou de la « raison instrumentale », qui a pu conduire à mésestimer la culture générale voire à la mépriser, en la tenant pour « inutile » et « stérile ». La culture générale serait ainsi considérée en fonction de son utilité dans une production capitaliste ; or, n'ayant aucune finalité d'ordre productive ou professionnelle, elle serait mise de côté. Le sociologue Thorstein Veblen fait ainsi remarquer que « du point de vue de l'efficacité économique, les humanités sont des anachronismes qui nous handicapent. Les langues classiques sont de l'information qui, en gros, ne sert à rien ».
Pour le philosophe Hegel l'inutilité, c'est-à-dire l'impossibilité d'appliquer la culture générale à un processus de production, est dans la nature même de la culture générale ; elle est désintéressée. La culture générale permet de dépouiller les choses « du caractère mesquin et rabougri que leur imposent les circonstances extérieures ». La culture générale permet de voir « la chose même dans sa vérité, hors de tout intérêt égoïste ».

### Sélection par la culture générale
La culture générale est utilisée en France comme critère de sélection à diverses fonctions, dont notamment au sein de la haute fonction publique française. Les instructions officielles de 1925 présentent, dans le cadre élitiste de l'enseignement secondaire — moins de 5 % d'une génération obtient alors le baccalauréat — la culture générale comme une « préparation à rien […] qui rend apte à tout ».
La légitimité de la culture générale comme critère de sélection est remise en cause dans les années 2000.
Durant la campagne en vue de l'élection présidentielle française de 2007, puis en tant que président, Nicolas Sarkozy provoque une polémique en critiquant l'épreuve de culture générale dans les concours de la fonction publique, faisant une allusion dépréciative envers La Princesse de Clèves. Cela provoque des critiques importantes du monde universitaire ; le théoricien de la littérature Yves Citton, par exemple, s'engage dans la bataille pour défendre la culture générale.
Richard Descoings, partisan de la discrimination positive, décide de supprimer l'épreuve de culture générale au concours d'entrée de Sciences Po Paris en juin 2013. L'École normale supérieure de Lyon fait de même, critiquant l'épreuve pour son « caractère rhétorique […] qui encourage souvent les étudiants à formuler des idées superficielles en les agrémentant de quelques citations ». Dominique Meurs, sociologue à l'INED affirme également que « la dissertation de culture générale fait appel à une tournure d'esprit, une assurance, un goût pour l'abstraction, une façon de présenter ses idées, de mettre la bonne citation au bon endroit, qui s'apprend dans les milieux favorisés ». En 2008 le ministre de la Fonction publique, André Santini, qualifiait l'épreuve de culture générale de « discrimination invisible ».
Inversement, dans nombre d’emplois, la culture générale peut faire la différence au moment du recrutement, et fait l'objet d'examens divers. Ces examens sont justifiés en affirmant qu'ils démontrent, de la part du candidat, une capacité d'analyse et de synthèse, ainsi que d'ouverture hors de son corps de métier, qui serait nécessaire pour les emplois qualifiés.

### Caractère relatif de la culture générale
La culture générale a été la cible, dans le savoir même et dans les rangs mêmes de l'université, de deux critiques alternatives : l'une, issue de l'ethnologie, en faisait l'idéal d'une civilisation déterminée visant à l'universalité (thèmes du relativisme culturel, qui fait de l'idéal classique de la culture l'idéal d'une société déterminée) ; l'autre, sociologique, en faisait un simple moyen de sélection sociale.
Ainsi, selon Pierre Bourdieu :
« Si la culture est le lieu par excellence de la méconnaissance, c’est que, en engendrant des stratégies objectivement ajustées aux chances objectives de profit dont il est le produit, le sens du placement assure des profits qui n’ont pas besoin d’être recherchés comme tels et procure ainsi à ceux qui ont la culture légitime pour seconde nature un profit supplémentaire, celui d’être aperçus et de s’apercevoir comme parfaitement désintéressés. »
— Pierre Bourdieu, La Distinction, Éditions de Minuit, 1979, p.94
La culture générale, en tant qu'elle est un outil d'ouverture sur l'altérité, peut autant être un antidote contre la fermeture d'esprit et l'ethnocentrisme. Pour le philosophe Jean-Marie Nicolle, le propre de la culture générale est précisément de permettre une interrogation sur soi-même et sur les autres. La critiquer comme ethnocentriste n'a ainsi pas de sens, car la véritable culture générale reprend les acquis de l'humanité en transcendant les particularités des peuples.